# إليشا ديولف
إليشا ديولف هو قاضي وسياسي كندي، ولد في 5 مايو 1756، وتوفي في 30 نوفمبر 1837. انتخب عضو مجلس نواب نوفا سكوشا ‏.